# Zenraku-ji

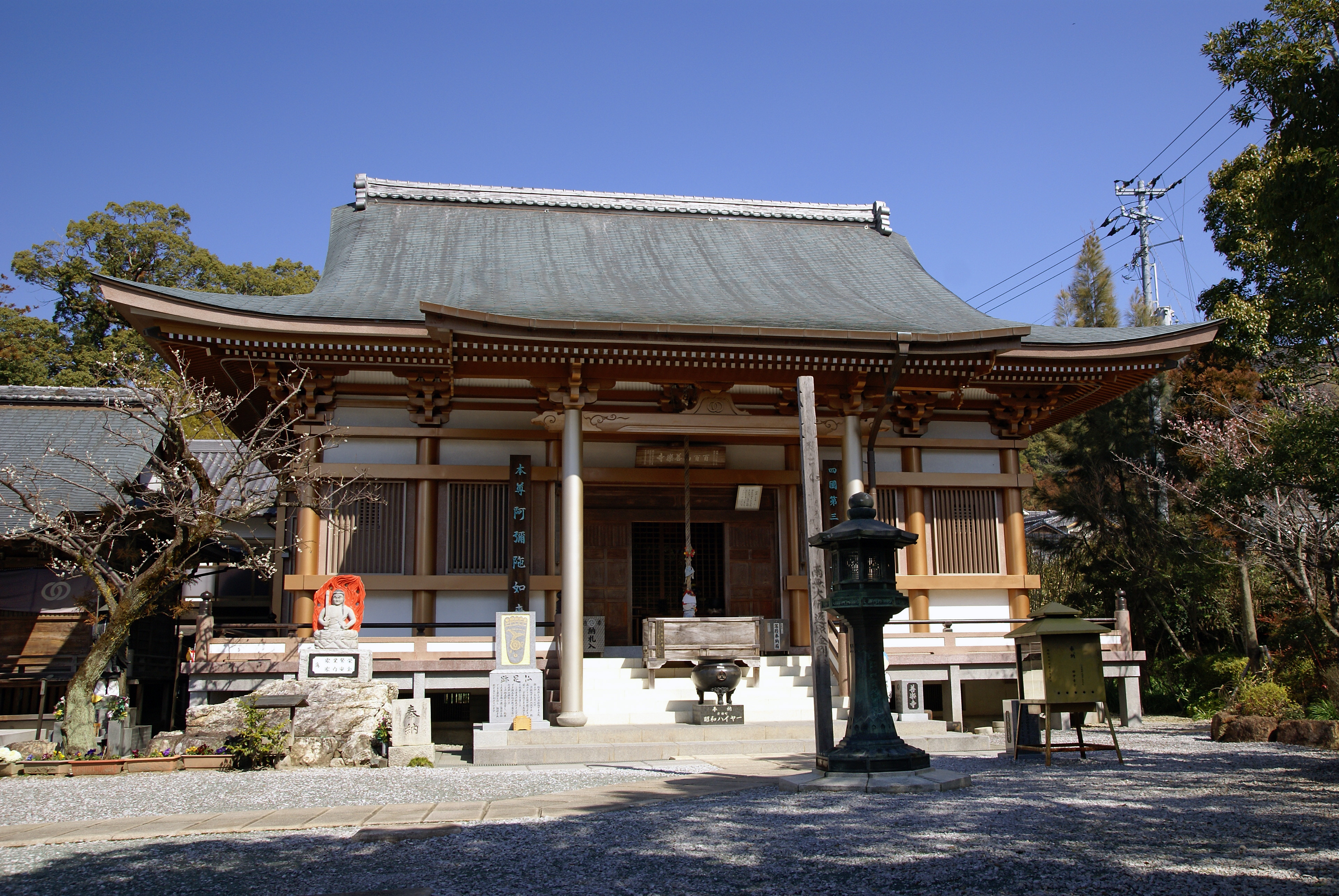
Haupthalle

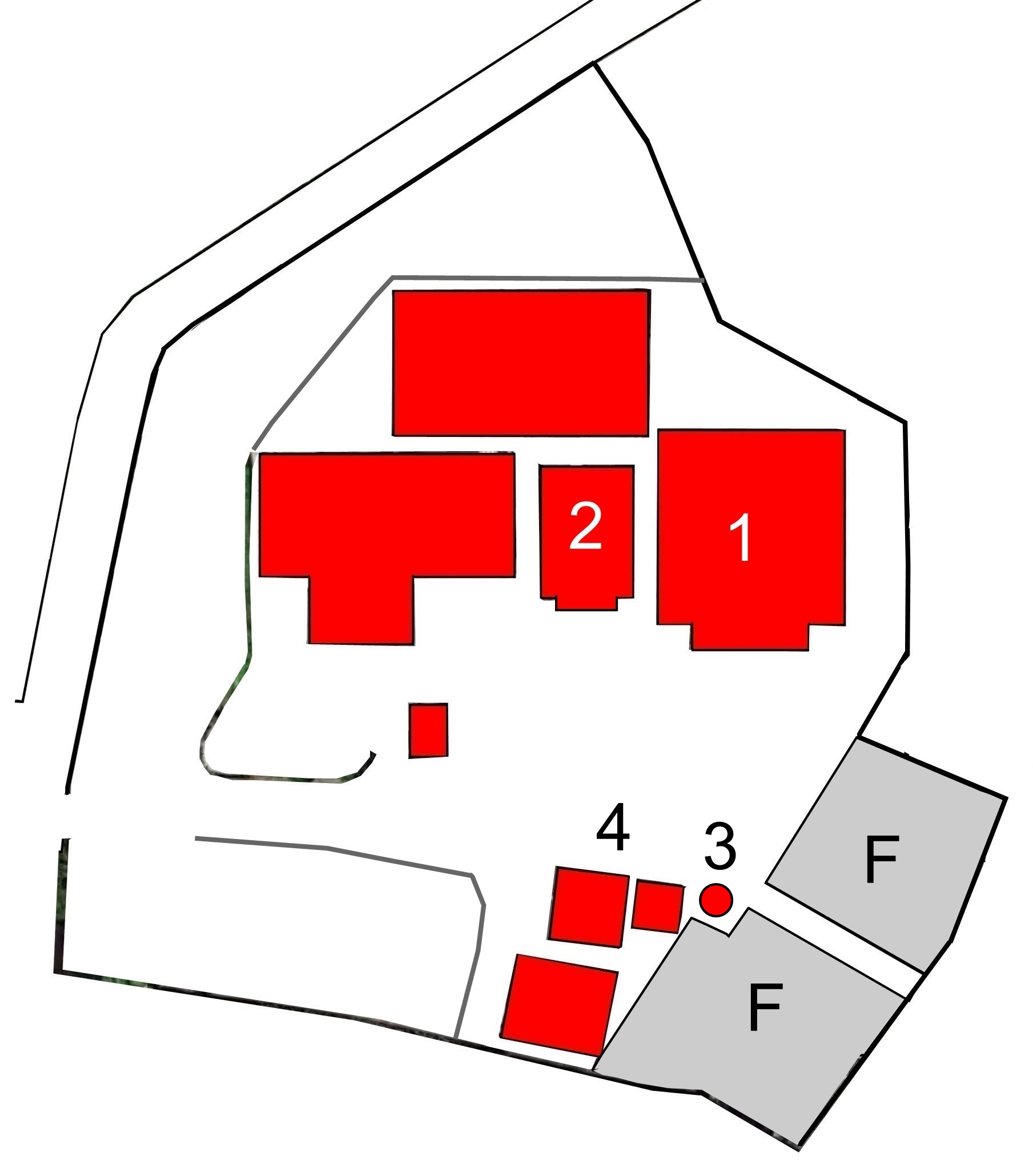
Plan des Tempels (s. Text)

Der Zenraku-ji (japanisch 善楽寺), mit den Go Dodosan (百々山) und Tōmyōin (東明院) in der Stadt Kōchi (Präfektur Kōchi), ist ein Tempel Buzan-Zweiges (豊山派) des Shingon-Buddhismus. In der traditionellen Zählung ist er der 30. Tempel des Shikoku-Pilgerwegs.

## Geschichte
Der Überlieferung nach soll Priester Kūkai während der Daidō-Ära (806–810), also nachdem Kaiser Kammu gestorben war, die Gegend besucht haben und den Zenraku-ji als Nebentempel des Schreins, in dem die schintoistische Gottheit Takakamo (高鴨大明神) verehrt wurde, errichtet haben. Die Verbindung mit dem Schintoismus blieb dann über die nachfolgende Jahrhunderte erhalten.
Zu Beginn der Edo-Zeit  förderte der 2. Fürst von Tosa, Yamanouchi Tadayoshi (山内忠義; 1592–1665), den Tempel, der so zu seiner Glanzzeit kam. Zu Beginn der Meiji-Restauration wurde der Tempel im Rahmen der zunächst strikten Trennung von Schintoismus und Buddhismus abgerissen. 1929 wurde er schließlich wieder aufgebaut, es folgte eine schwierige Zusammenarbeit mit einem anderen Tempel, bis der Zenraku-ji am 1. Januar 1994 als 30. Tempel in der Liste des Shikoku-Pilgerwegs bestimmt wurde.

## Anlage
Der kleine Tempel besitzt eine aus modernem Material errichtete Haupthalle (本堂, Hondō; 1) und links daneben die Halle zur Verehrung des Tempelgründers, die Daishidō (大師堂; 2). Eine Besonderheit ist der heilige Jizō (3) vor einem Pflaumenbäumchen. Daneben stehen zwei winzige Gebetsstätten (4). Auf dem Tempelgelände gibt es auch einen Friedhof (F).

## Bilder

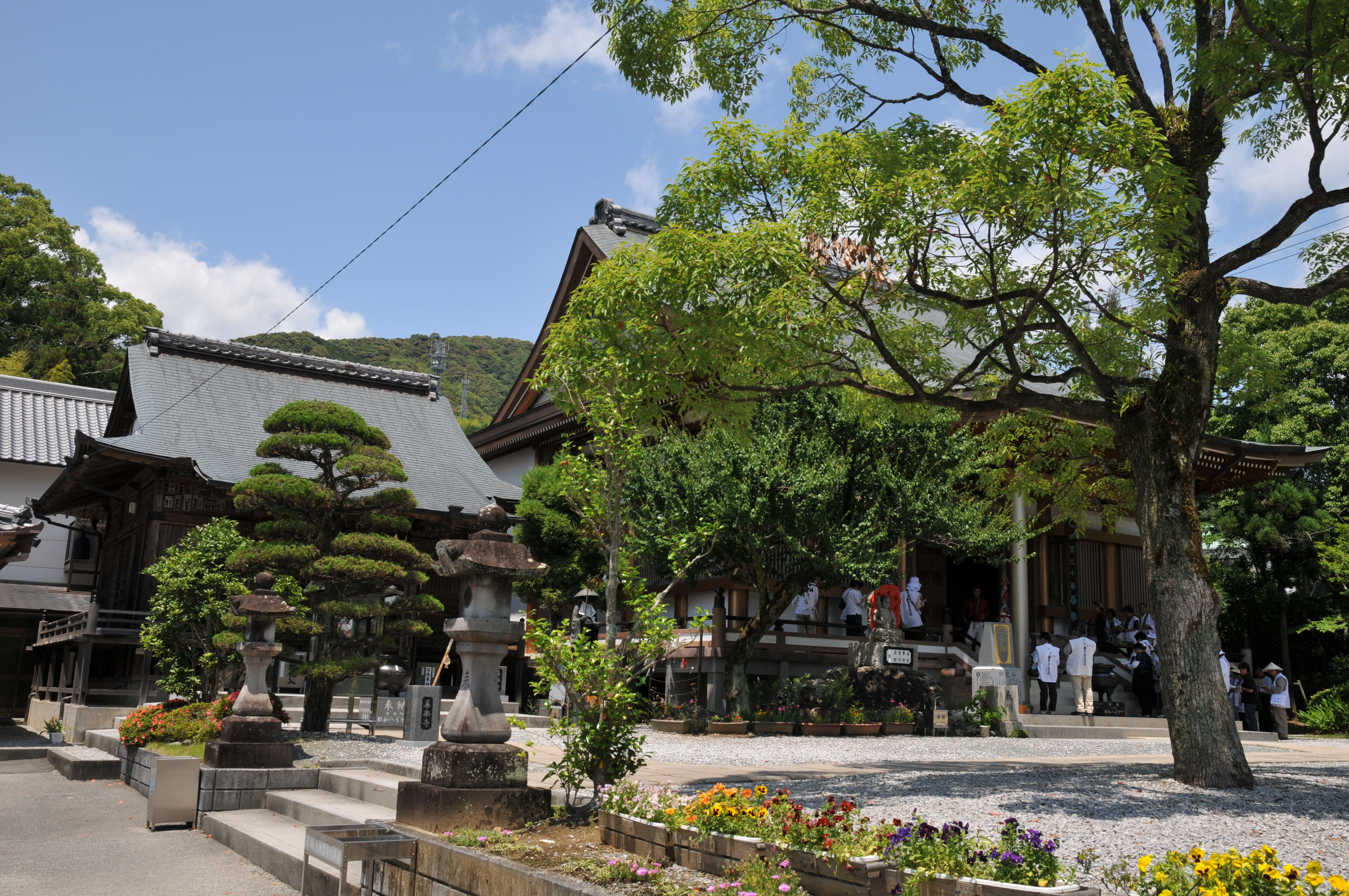
Tempelgelände
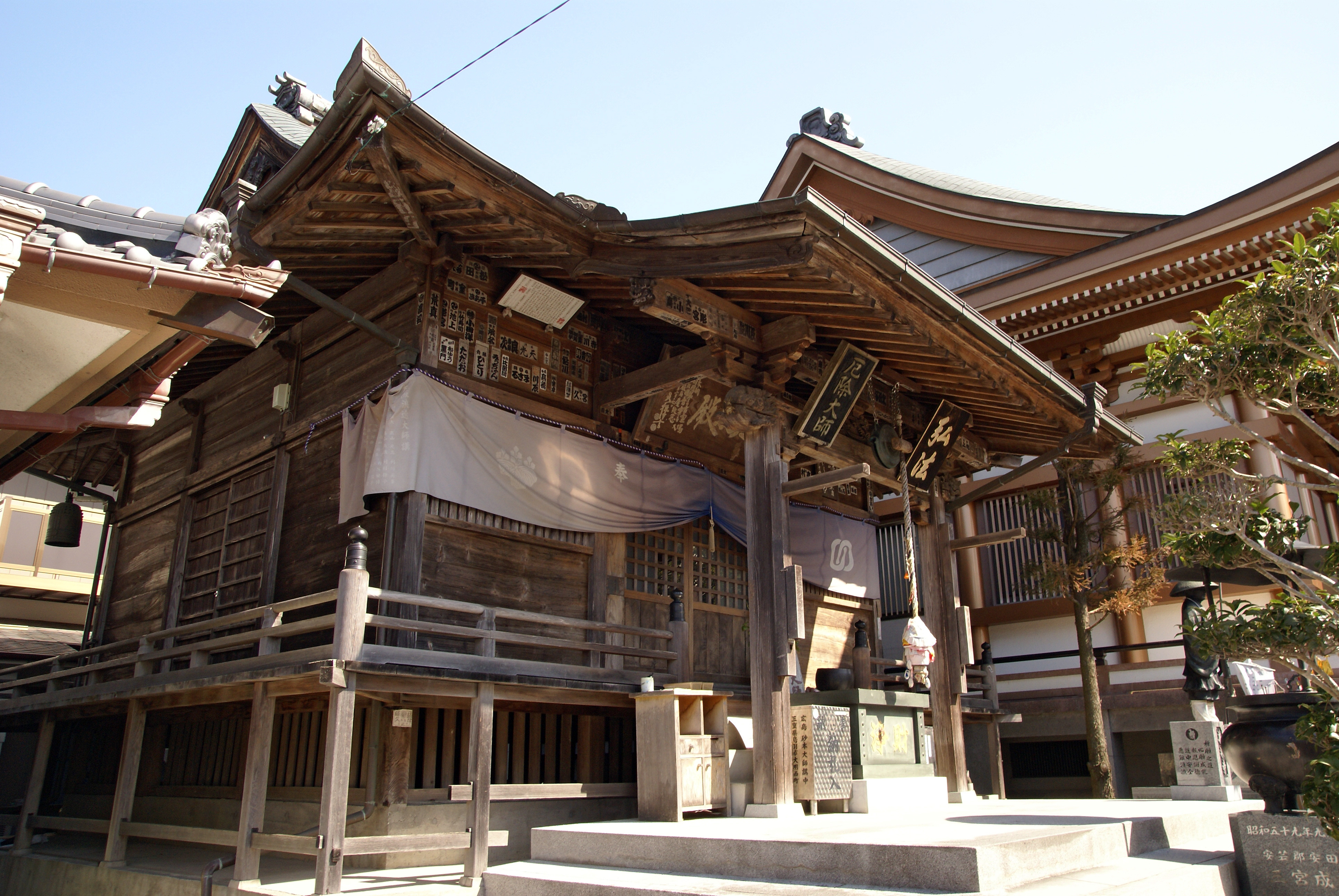
Daishidō
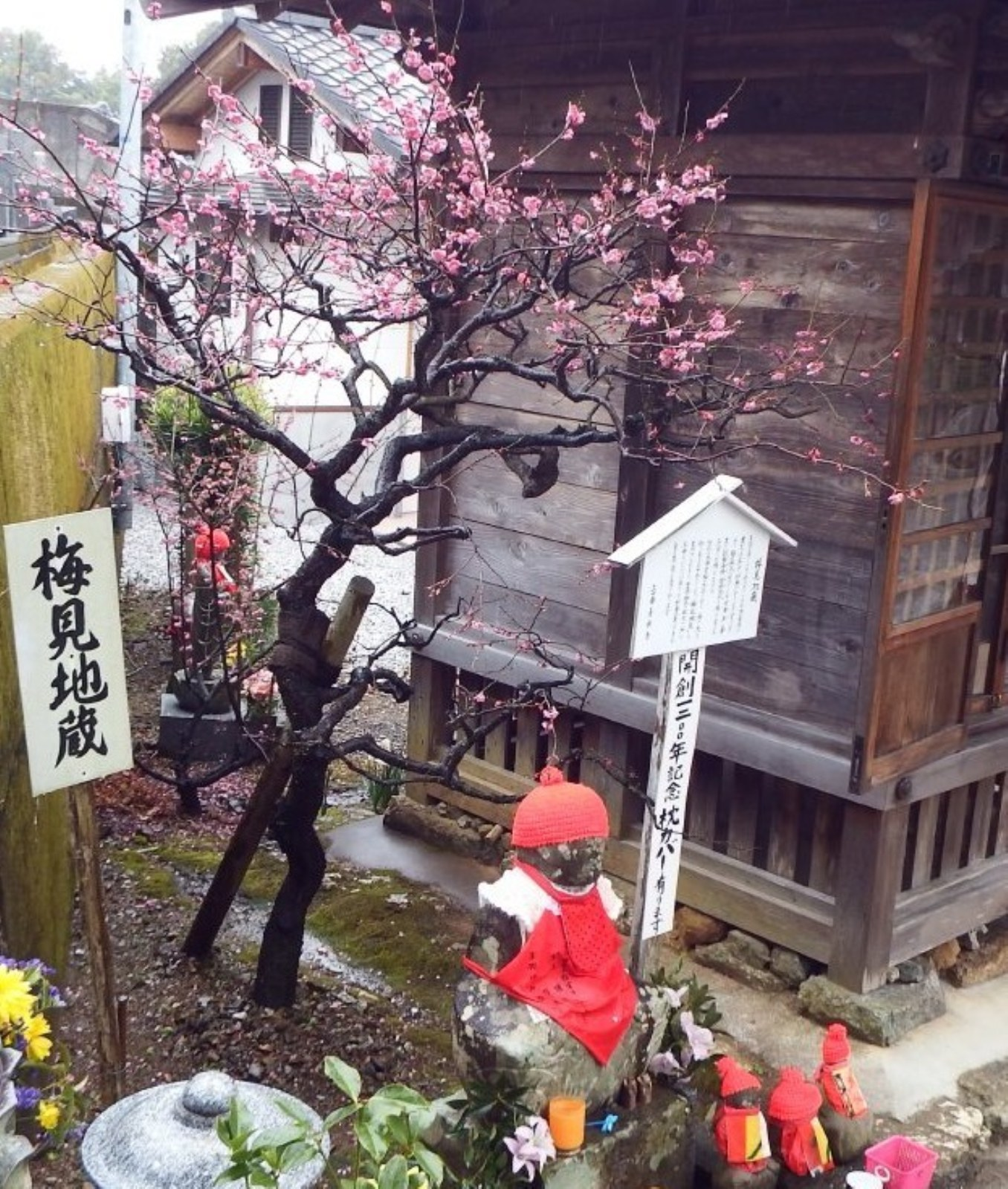
Pflaumen-Jizō
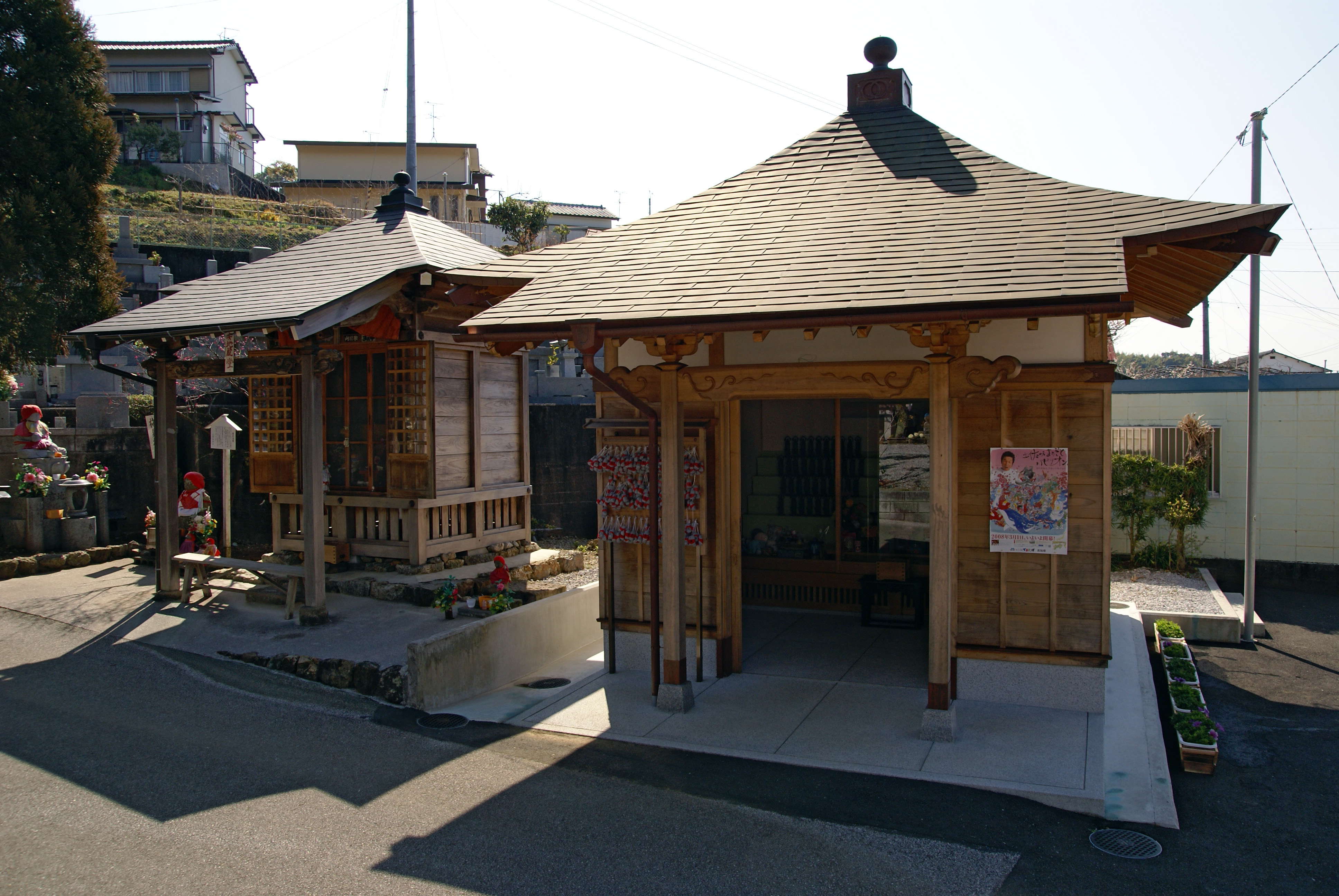
Zwei Gebetsstätten